# Здание Криворожской общеобразовательной школы № 26

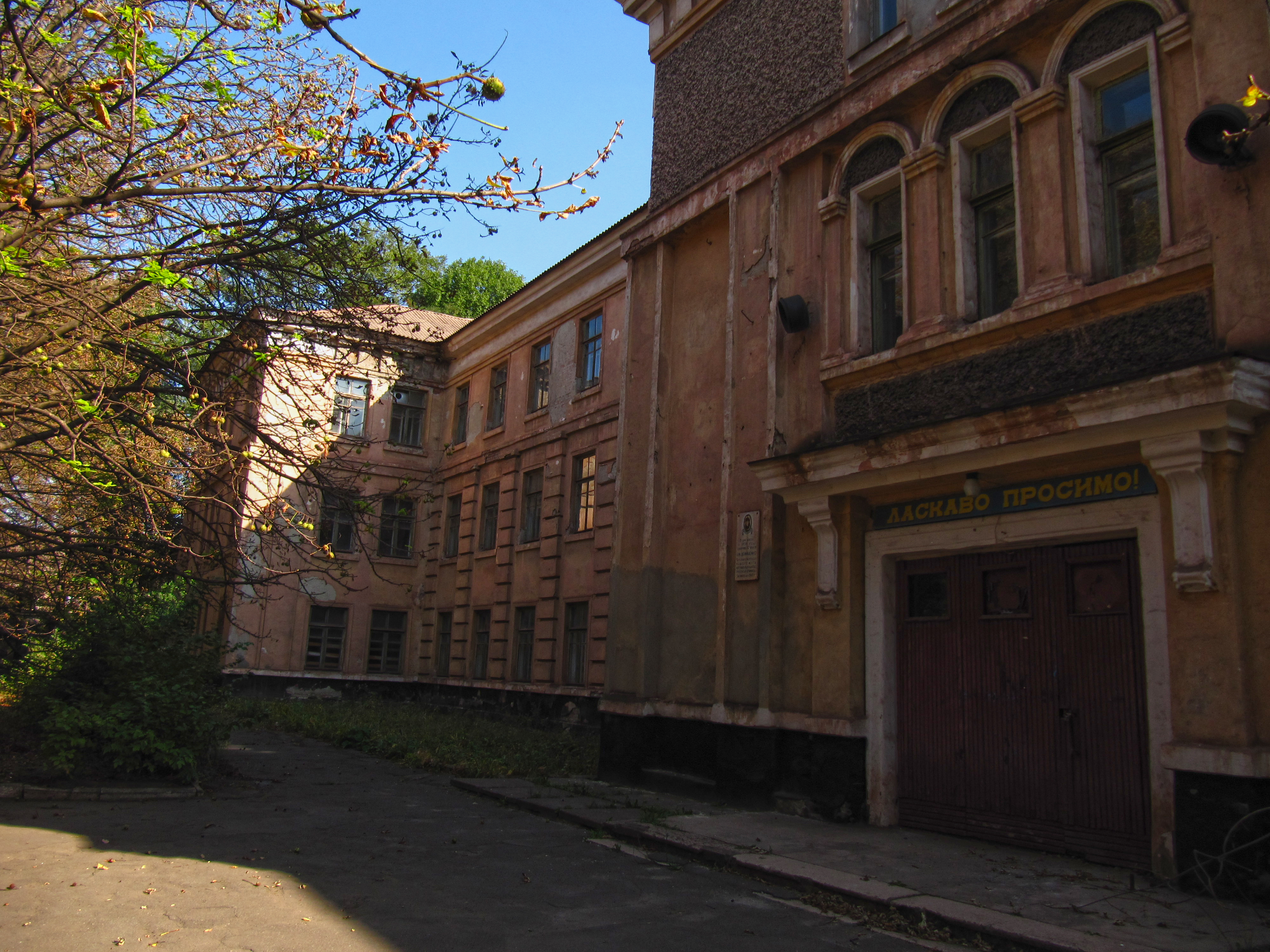

Здание школы, где учился комсомолец-подпольщик И. М. Демиденко — памятник истории местного значения в городе Кривой Рог Днепропетровской области.

## История
В мае 1936 года было завершено строительство средней школы № 26.
В июне-июле 1941 года в школе располагался госпиталь. Ученики школы во главе с Иваном Демиденко организовали подпольную комсомольскую группу «Дзержинец». Во время оккупации здание было полностью разрушено, отстроено после освобождения Кривого Рога.
В 1967 году, в соответствии с постановлением Криворожского городского исполкома № 13/390 от 5 февраля 1965 года, на фасаде установлена памятная доска Ивану Демиденко из белого мрамора.
8 августа 1970 года, решением Днепропетровского облисполкома № 618, объявлено памятником истории местного значения города Кривой Рог под охранным номером 1699.
В 1971 году в здании действовала Криворожская средняя общеобразовательная трудовая политехническая школа № 26 с производственным обучением.
Во второй половине 1970-х годов построено новое здание по улице Якира (ныне Владимира Бызова) в Дзержинском (ныне Металлургическом) районе.
В 1984 году в здании размещался учебно-производственный комбинат.

## Характеристика
Трёхэтажное кирпичное здание размерами 58,7×14 м и высотой 14 м, покрытое шифером. По состоянию на август 2017 года как школа или жилое помещение не использовалось.
Находится в Саксаганском районе по улице Демиденко 12.